# Commissaris voor de Rechten van de Mens
De Commissaris voor de Rechten van de Mens is een niet-justitieel ambt van de Raad van Europa met als taak de naleving van mensenrechten te bevorderen. De Commissaris geeft adviezen inzake de bescherming van de mensenrechten en stelt een jaarlijks verslag op van activiteiten en stuurt dit door naar het Comité van Ministers.

## Lijst van Commissarissen
| Termijn     | Land                           | Commissaris        |
| ----------- | ------------------------------ | ------------------ |
| 1999-2005   | Vlag van Spanje                | Alvaro Gil Robles  |
| 2005-2012   | Vlag van Zweden                | Thomas Hammarberg  |
| 2012-2018   | Vlag van Letland               | Nils Muižnieks     |
| 2018-2024   | Vlag van Bosnië en Herzegovina | Dunja Mijatovic    |
| 2024-huidig | Vlag van Ierland               | Michael O'Flaherty |